# IC 1736
IC 1736 — галактика типу Sbc (компактна витягнута спіральна галактика) у сузір'ї Овен.
Цей об'єкт міститься в оригінальній редакції індексного каталогу.